# Pavia
Pavia er en by i regionen Lombardiet i det nordlige Italien med 70.636 (2023) indbyggere. Den er hovedstad i provinsen Pavia. Byen ligger ved floden Ticino lige før, den løber sammen med Po.
Byens historie går tilbage til romerriget. Et af Europas ældste universiteter ligger her.
Byen er især kendt på grund af det meget store kloster Certosa di Pavia fra det 14. århundrede, der ligger otte kilometer nord for byen. Kirke og kloster blev opført på foranledning af hertug Visconti, der både ville rejse et gudshus og et mausoleum for sig selv og sin familie. Både kirke og klostre er meget rigt udsmykkede. Klosteret består af to klostergårde, Chiostro Piccolo og Chiostro Grande. Chiostro Grande indrammes af 122 buer, hvorfra der er adgang til 24 klosterceller. Hver celle består af køkken, arbejdsværelse og soverum. Antallet af munke var således trods klostrets størrelse forholdsvis begrænset, og det var da også især sønner af overklassen, der blev optaget i klosteret.
Klosteret tilhørte karteuserordenen, en streng munkeorden hvis munke var pålagt absolut tavshed bortset fra nogle få timer hver uge. Munkene var også vegetarer, og til klosteret hørte en stor have, der delvist er bevaret, hvor de dyrkede frugt og grøntsager til eget brug. Klosteret er ikke mere beboet. Det blev i 1866 erklæret et nationalt monument af den italienske stat.
- Rådhuset (Broletto) og domkirken i Pavia
- Chiostro Grande i Certosa di Pavia